# Château Rose
 (avril 2023).
- Si vous ne connaissez pas le sujet, laissez ce bandeau (vous pouvez alors contacter les auteurs).
- Si vous supprimez le contenu mis en cause (vous pouvez préalablement contacter les auteurs),

argumentez précisément cette suppression dans la page de discussion
(un manque de référence n'est pas un argument ; une recherche réelle de référence doit avoir été effectuée, être formellement documentée).
Le château Rose  est situé  à Grosbois-en-Montagne (Côte-d'Or) en Bourgogne-Franche-Comté.

## Localisation
Le château est situé à l'extrémité sud-ouest du village sur la rive ouest de la Brenne.

## Historique
L’existence d’une ancienne maison forte ayant appartenu aux Vienne, aux Bauffremont et à Claude d'Éguilly est bien identifiée à Grosbois-en-Montagne. Sur cet emplacement, Étienne Bernardon, conseiller au parlement de Dijon, fait construire les bâtiments les plus anciens vers 1583. Son petit-fils, Nicolas Perreney, président au Parlement, les complète vers 1700, pour édifier le château Rose qui tire son nom de la couleur de son crépi[réf. souhaitée]. 
Au XVIIIe siècle, Claude-Irénée Perreney fait transformer les communs pour accueillir la bibliothèque de Louis Quarré de Quintin, procureur au parlement de Dijon, mort en 1768, qu’il enrichit lui-même jusqu'à sa mort en 1840. Le château est restauré en 1835 et à la fin du XIXe siècle, Jeanne d'Harcourt, comtesse de La Tour du Pin, fait bâtir une aile néo-gothique en retour d'équerre.

## Architecture
Le château de style classique, de plan régulier, présente un étage et un étage de combles mansardés avec  toits à longs pans et croupe couvert  d’ardoises et de tuiles plates.